# Idmidronea bidenkapi
Idmidronea bidenkapi är en mossdjursart som först beskrevs av Arnold Girard Kluge 1955.  Idmidronea bidenkapi ingår i släktet Idmidronea och familjen Tubuliporidae. Inga underarter finns listade i Catalogue of Life.